# 江珧
江珧为江珧蛤科贝类的统称。其壳略呈三角形、表面为苍黑色，习直立插入沿海泥沙中，终身不再移动。
食用时，它的闭壳肌特别是后闭壳肌的干制品称为瑶柱或江珧柱，是干貝的一种。而瑶柱的瑶字可能由珧演变而来。